# NBA-Draft 1960

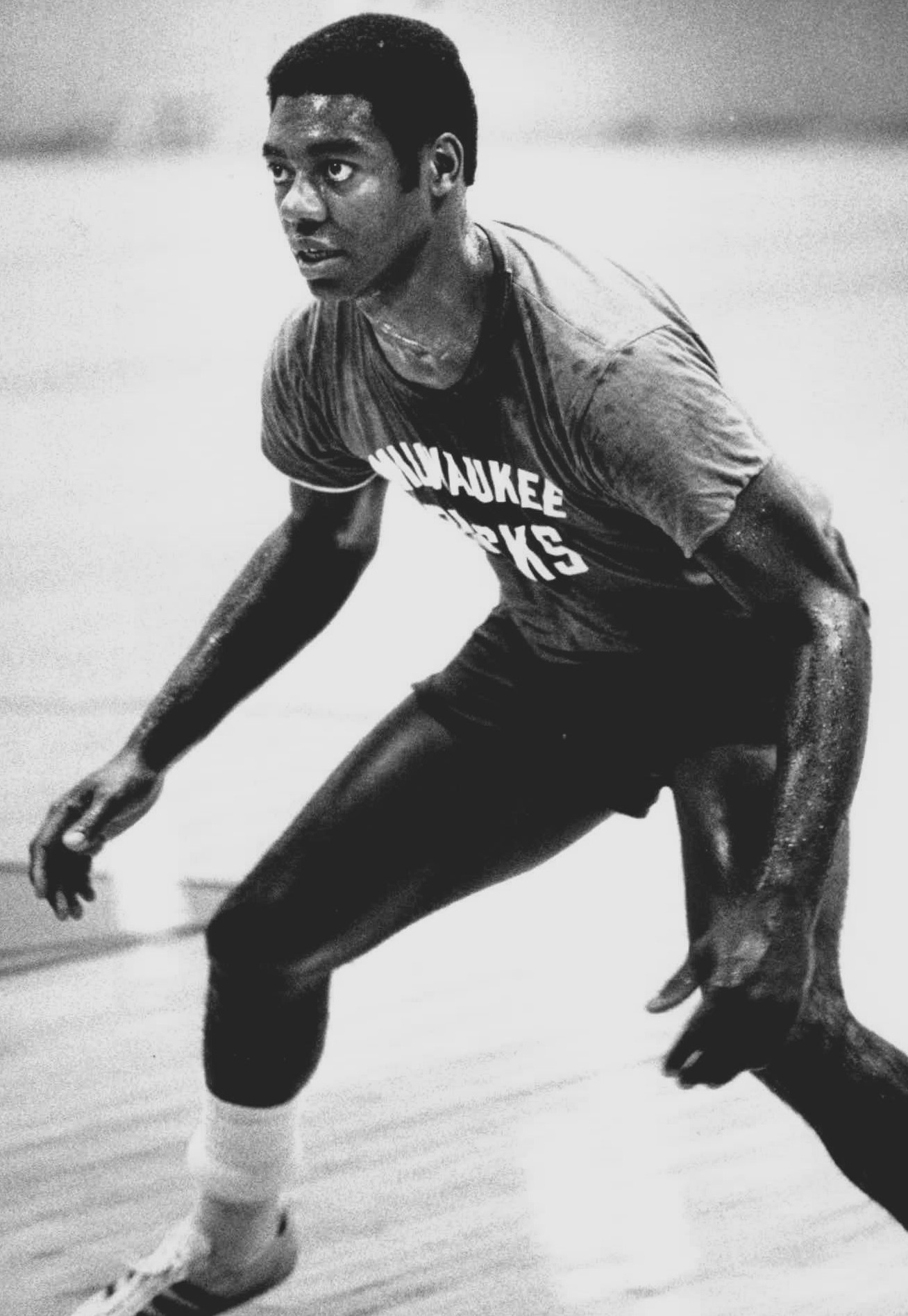
Oscar Robertson wurde von den Cincinnati Royals gewählt.

Der NBA-Draft 1960 wurde am 11. April 1960 in New York City durchgeführt. Der NBA-Draft ist eine Veranstaltung der nordamerikanischen Basketballliga NBA, bei der die Teams der Liga die Rechte an verfügbaren Nachwuchsspielern erwerben konnten. Meistens kommen die gedrafteten Spieler direkt vom College, aber auch aus Ligen außerhalb Nordamerikas und früher auch von der High School. Die Spieler waren berechtigt sich für den NBA-Draft anzumelden, sobald sie ihre vier Jahre im College abgeschlossen haben oder wenn sie das College frühzeitig verlassen durften sie sich anmelden, sobald ihr Jahrgang den Abschluss gemacht hat. Vor dem Draft, hatten Teams die Chance ihren Erstrunden-Pick aufzugeben und daraufhin einen sogenannten Territorial pick zu erlangen, mit diesem durfte das Team einen Spieler aus einem College im Radius von 50 Meilen auswählen, die Cincinnati Royals taten dies und wählten mit ihrem Territorial Pick Oscar Robertson von den Cincinnati Bearcats (University of Cincinnati). Am Draft teilgenommen haben die Minneapolis Lakers, sie sind jedoch noch vor Beginn der Saison nach Los Angeles umgezogen und sind somit zu den Los Angeles Lakers geworden. Der Draft bestand aus 21 Runden, in welchen zusammengezählt 100 Spieler gewählt wurden.

## Draft
| Pos.     | G     | F       | C      |
| Position | Guard | Forward | Center |

- Mitglieder der Naismith Memorial Basketball Hall of Fame sind farblich hervorgehoben

### Erste & zweite Runde
| Runde | Pick | Spieler         | Position | Nationalität | Team                              | vorheriges Team/College |
| ----- | ---- | --------------- | -------- | ------------ | --------------------------------- | ----------------------- |
| T/1   | 1    | Oscar Robertson | G/F      | USA          | Cincinnati Royals                 | Cincinnati              |
| 1     | 2    | Jerry West      | G/F      | USA          | Minneapolis Lakers                | West Virginia           |
| 1     | 3    | Darrall Imhoff  | C        | USA          | New York Knicks                   | California              |
| 1     | 4    | Jackie Moreland | G/F      | USA          | Detroit Pistons                   | Louisiana Tech          |
| 1     | 5    | Lee Shaffer     | F        | USA          | Syracuse Nationals                | North Carolina          |
| 1     | 6    | Lenny Wilkens   | G        | USA          | St. Louis Hawks                   | Providence              |
| 1     | 7    | Al Bunge        | F        | USA          | Philadelphia Warriors             | Maryland                |
| 1     | 8    | Tom Sanders     | F        | USA          | Boston Celtics                    | NYU                     |
| 2     | 9    | Jay Arnette     | G        | USA          | Cincinnati Royals                 | Texas                   |
| 2     | 10   | Dave Budd       | F        | USA          | New York Knicks (von Minneapolis) | Wake Forest             |
| 2     | 11   | Kelly Coleman   | F        | USA          | New York Knicks                   | Kentucky Wesleyan       |
| 2     | 12   | Ron Johnson     | F        | USA          | Detroit Pistons                   | Minnesota               |
| 2     | 13   | Wilbur Trosch   | C        | USA          | Syracuse Nationals                | Saint Francis (PA)      |
| 2     | 14   | Frank Radovich  | F        | USA          | St. Louis Hawks                   | Indiana                 |
| 2     | 15   | Bill Kennedy    | G        | USA          | Philadelphia Warriors             | Temple                  |
| 2     | 16   | Leroy Wright    | F        | USA          | Boston Celtics                    | Pacific                 |

### Andere Picks
Die folgende Liste beinhaltet weitere Spieler, die in mindestens einem NBA-Spiel auf dem Feld gestanden haben.
| Runde | Pick | Spieler       | Position | Nationalität | Team                              | vorheriges Team/College |
| ----- | ---- | ------------- | -------- | ------------ | --------------------------------- | ----------------------- |
| 3     | 17   | Ralph Davis   | G        | USA          | Cincinnati Royals                 | Cincinnati              |
| 3     | 19   | Bob McNeill   | G        | USA          | New York Knicks                   | Saint Joseph’s          |
| 3     | 21   | Joe Roberts   | F        | USA          | Syracuse Nationals                | Ohio State              |
| 3     | 22   | Fred LaCour   | G/F      | USA          | St. Louis Hawks                   | San Francisco           |
| 4     | 27   | Ben Warley    | G/F      | USA          | Minneapolis Lakers (von New York) | Tennessee State         |
| 4     | 30   | Horace Walker | F        | USA          | St. Louis Hawks                   | Michigan State          |
| 5     | 36   | Willie Jones  | G        | USA          | Detroit Pistons                   | Northwestern            |
| 5     | 38   | Jimmy Darrow  | G        | USA          | St. Louis Hawks                   | Bowling Green           |
| 5     | 39   | Al Attles     | G        | USA          | Philadelphia Warriors             | North Carolina A&T      |
| 6     | 46   | York Larese   | G        | USA          | St. Louis Hawks                   | North Carolina          |
| 7     | 50   | Howie Jolliff | F/C      | USA          | Minneapolis Lakers                | Ohio                    |
| 7     | 54   | Bob Sims      | G/F      | USA          | St. Louis Hawks                   | Pepperdine              |
| 8     | 56   | Sam Stith     | G        | USA          | Cincinnati Royals                 | St. Bonaventure         |
| 11    | 78   | Mel Peterson  | G/F      | USA          | Detroit Pistons                   | Wheaton                 |